# مارک شیمن
مارک شیمن (انگلیسی: Marc Shaiman؛ زادهٔ ۲۲ اکتبر ۱۹۵۹) یک آهنگساز اهل ایالات متحده آمریکا است.

## بخشی از فیلمشناسی
- ساحل (۱۹۸۸; تنها ترانه‌ها)
- وقتی هری سالی را دید… (۱۹۸۹)
- میزری (۱۹۹۰)
- صحنه‌هایی از مرکز خرید (۱۹۹۱)
- حقه‌بازان شهر (۱۹۹۱)
- برای پسران (۱۹۹۱; تنها ترانه‌ها)
- راهبه بدلی (۱۹۹۲)
- چند مرد خوب (۱۹۹۲)
- بی‌خواب در سیاتل † (۱۹۹۳)
- ارزش‌های خانواده آدام (۱۹۹۳)
- راهبه بدلی ۲: بازگشت به عادت (۱۹۹۳)
- شمال (۱۹۹۴)
- رئیس‌جمهور آمریکا (۱۹۹۵)
- مادر (۱۹۹۶/II)
- جرج جنگل (۱۹۹۷)
- پچ آدامز †(۱۹۹۸)
- داستان ما (۱۹۹۹) به همراه اریک کلپتون
- ۲۰۰۰ (۲۰۰۰)
- زندگی جدید امپراتور (۲۰۰۰; score was rejected و جایگزین شد توسط جان دبنی
- طراح مراسم ازدواج (۲۰۰۱)
- مرگ بر عشق (۲۰۰۳)
- آلکس و اما (۲۰۰۳)
- گربه کلاه‌به‌سر (۲۰۰۳)
- شایعه شده... (۲۰۰۵)
- ۲۰۰۷ (۲۰۰۷)
- فهرست باکت (۲۰۰۷)
- فیلم زنبور (۲۰۰۷; song in end credits only)
- جادوی بل آیل (۲۰۱۲)
- بازگشت مری پاپینز (۲۰۱۸)